# Warwick Smith
Warwick Smith (* 11. Juni 1971 in Perth) ist ein schottischer Curler.
Smith gewann seine erste Medaille bei der Weltmeisterschaft 1996 in Hamilton. Als Skip führte er seine Mannschaft bis in das Finale, das man mit 2:6 gegen Kanada verlor.
1999 wurde Smith dann erstmals Curlingweltmeister. Das Team von Skip Hammy McMillan konnte das Finale gegen Kanada mit 6:5 Steinen für sich entscheiden. Im selben Jahr gewann er auch erstmals die Europameisterschaft.
Bei der WM 2002 führte er sein Team im US-amerikanischen Bismarck zur Bronzemedaille. Das Spiel um Platz 3 wurde mit 6:5 gegen die USA gewonnen. Für das britische Olympiateam spielte Smith auf der Position des Third bei den Olympischen Winterspielen 2002 in Salt Lake City. Die Mannschaft belegte am Ende den siebten Platz.
2005 spielte er im Team von David Murdoch bei der Europameisterschaft in Deutschland und gewann die Bronzemedaille.
Seinen zweiten Weltmeisterschaftstitel feierte Smith 2006 im US-amerikanischen Lowell. Wieder für David Murdoch spielend gewann das schottische Team gegen Kanada mit 7:4.
Als Alternate spielte Smith bei den Olympischen Winterspielen 2006 in Turin im Team Großbritannien mit Skip David Murdoch, Third Craig Wilson, Second Ewan MacDonald und Lead Euan Byers. Im Spiel um Platz 3 unterlag die britische Mannschaft der US-amerikanischen um Skip Pete Fenson mit 6:8 Steinen und belegte am Ende den vierten Platz.